# Анатолійське плоскогір'я
Анатолі́йське плоскогі́р'я — плоскогір'я в малоазійській частині Туреччини.
Довж. 550 км, ширина до 350 км, висота 900 — 1 500 м. 

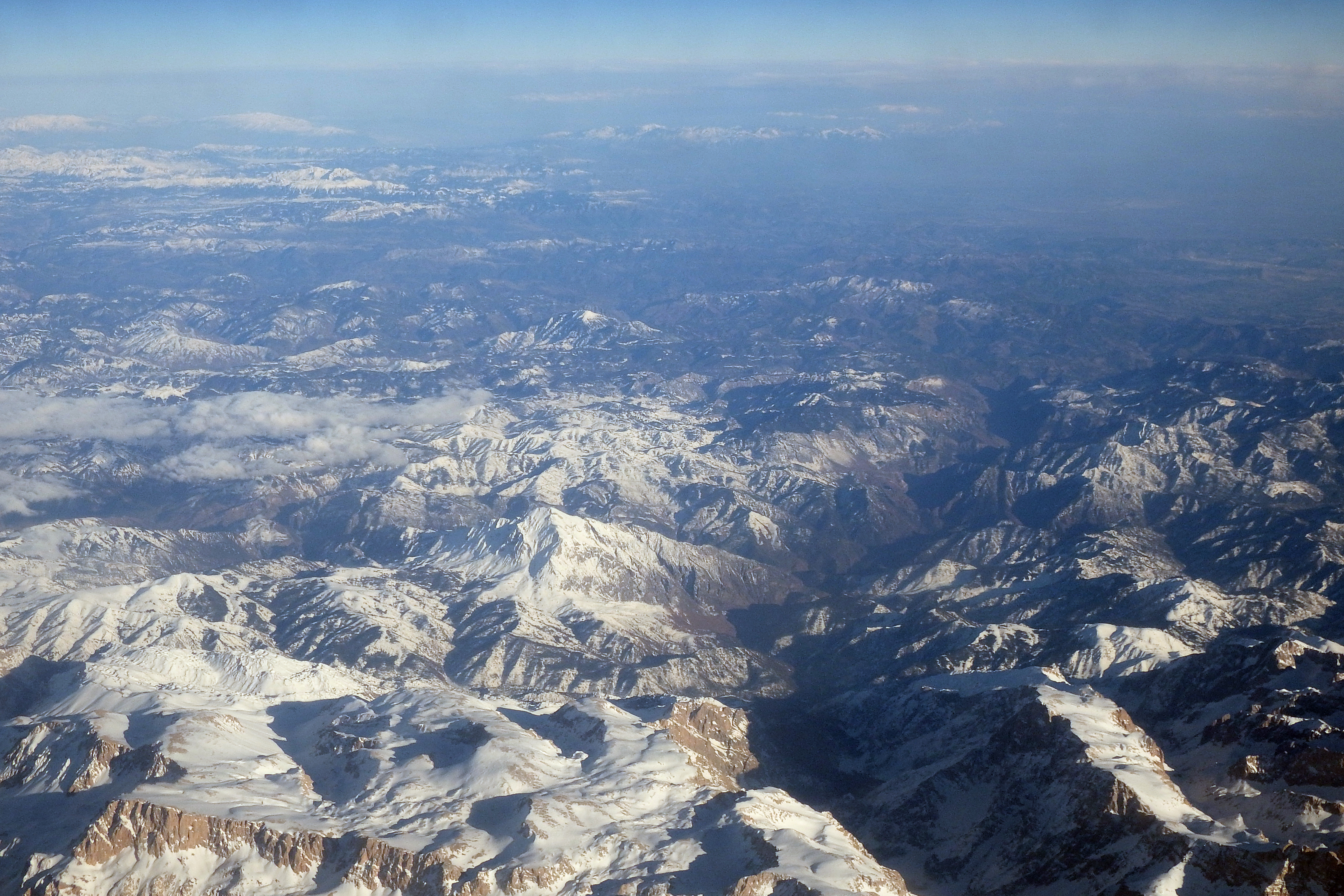
Анатолійське плоскогір'я

З Пн. обмежоване Понтійськими горами, а з Пд. — горами Тавр.
Поверхня — великі вирівняні плато і пологі западини, розділені невисокими кряжами та вулканічними конусами на Пд., найвищий згаслий вулкан Ерджіяс, 3 916 м. В западинах багато солоних озер; найбільше з них — оз. Туз, що має виняткову солоність — 322‰.
Клімат континентальний, сухий.
Зима холодна (—20° і нижче). Літо довге і спекотне (до +30°).
Рослинність — напівпустельні та полиново-злакові степові угруповання.
Анатолійське плоскогір'я займає внутрішні райони центральної частини країни. Плоскогір'я, підняте в середньому на 900-1500 м, оточене горами, які підносяться над ним, крім його західної периферії, на 600-1200 м. Безстічне оз. Туз лежить на висоті 900 м. На півночі плоскогір'я — скидові гори і долини річок, що течуть в Чорне море. Рельєф різноманітять вулканічні конуси із застиглими лавовими потоками. Зі зростанням середніх висот в східному напрямі на 300 м Анатолійське плоскогір'я поступово переходить у Вірменське нагір'я, яке починається у міста Сівас.